# Стефан Јанковић (рукометаш)
Стефан Јанковић (Бања Лука, 20. август 1992) босанскохерцеговачки је рукометаш. Игра на позицији средњег бека и тренутно наступа за Слогу.

## Каријера
Каријеру је почео у Борцу где је провео седам година. Након тога је отишао у Словачку где је једну сезону наступао у клубу Татран Прешов. Након кратког времена проведеног у Железничару, почетком 2019. године прешао је у Слогу.